# Albrecht Kossel
Ludwig Karl Martin Leonhard Albrecht Kossel (Rostock, 1853. szeptember 16. – Heidelberg, 1927. július 5.) német biokémikus. 1910-ben orvostudományi Nobel-díjban részesült a nukleinsavak összetevőinek felfedezéséért.

## Tanulmányai
Albrecht Kossel 1853. szeptember 16-án született Rostockban id. Albrecht Kossel és felesége, Clara Jeppe első fiaként. Apja kereskedő, bankár és a Porosz Királyság rostocki konzulja volt. A családban Albrechten kívül még egy fiú és hét lány volt. A helyi gimnáziumban végezte a középiskolát és már ekkor elkezdett érdeklődni a kémia és a botanika iránt. 1872-ben beiratkozott az akkor alapított Strassburgi Egyetem (a város egy évvel korábban került Németországhoz) orvosi szakára. Tanárai olyan neves tudósok voltak, mint a botanikus Anton de Bary vagy a későbbi Nobel-díjas Adolf von Baeyer, de Kosselra leginkább Felix Hoppe-Seyler hatott, aki az egyetlen akkori német biokémiai tanszék vezetője volt. Tanulmányait a Rostocki Egyetemen fejezte be; 1877-ben sikeresen államvizsgázott, a következő évben pedig megkapta orvosdoktori minősítését.

## Pályafutása

A Kossler által felfedezett adenin

Az egyetem után visszatért Strassburgbaés Hoppe-Seyler asszisztenseként kezdte el a kutatómunkáját. Első témája a sók és kis molekulasúlyú fehérjék diffúziója volt, de már 1878-tól hozzákezdett a sejtmag anyagainak tanulmányozásához, amely végül egész életében elkísérte.
A nukleinsavakat először Friedrich Miescher izolálta 1869-ben és cikkét elküldte Hoppe-Seylernek, aki is maga is végzett kísérleteket a mivoltuk meghatározására, majd Kossel kezdett el foglalkozni velük. Megerősítette, hogy a nukleinsavak xantint tartalmaznak (valójában lebomlási termék). 1881-ben magántanári (Privatdozent) kinevezést kapott és ugyanebben az évben megjelentette addigi nukleinsavkutatásait összefoglaló könyvét, amelyben megállapította, hogy a májban vagy lépben jóval nagyobb a nukleinsavtartalom, mint az izomban. 1883-tól a berlini Frigyes Vilmos Egyetem élettani intézetének volt munkatársa, és itt sikerült izolálnia egy fehérjét a madarak vörösvérsejtjeinek magjából, amit hisztonnak nevezett el. 1885-ben a nukleinsavakból izolálta az adenint, majd a következő 16 év során felfedezte a többi összetevőt is, a guanint, citozint, timint és uracilt. 1887-ben Kossel az egyetem élettanprofesszora lett. A következő évben a tealevelekből izolálta a teofillint és meghatározta a szerkezetét.
1895 januárjában a Marburgi Egyetem meghívta a közegészségtan oktatójának, de két hónappal később meghalt az egyetem élettanprofesszora és az élettani intézet vezetője, így Kossel átvállalta ezeket a feladatokat. A következő évben a spermiumok nukleinsavstabilizáló fehérjéjének, a protaminnak a hidrolízise során felfedezte a proteinek egyik alapvető összetevőjét, a hisztidin aminosavat. 1901-től a Heidelbergi Egyetem élettanprofeszora és élettani intézetének vezetője volt (a váltás egyik oka az volt, hogy Kossel nehezen állhatta a merev poroszokat) Kutatásainak fő iránya ekkor a fehérjék felépítése volt, de a peptidkötés felfedezésében Emil Fischer megelőzte. Kimutatta, hogy a fehérjék (valójában a sejt) összetétele nem statikus, a spermiumok érése során egyre inkább felhalmozódnak bennük a bázikus aminosavak. Ezek (főleg az arginin) vizsgálata során a májban felfedezte az arginint lebontó argináz enzimet.
1907-ben titkos tanácsosi rangot kapott. 1908-1909 között az egyetem gazdasági ügyekért felelős alrektora.
1910-ben Kossel orvostudományi Nobel-díjban részesült, mert "a fehérjékkel, beleérte a sejtmaganyagokat, végzett munkája hozzájárult a sejt kémiájáról alkotott tudásunkhoz".
Az első világháború alatt és utána is folytatta tanári és kutatói munkáját. 1924-ben professor emeritus lett, de továbbra is előadott és szinte egészen haláláig eljárt a tudományos konferenciákra. 

## Elismerései
- 1887 – a Leopoldina tagja[1]
- 1909 – a Heidelbergi Tudományos Akadémia rendes tagja
- 1910 – Fiziológiai és orvostudományi Nobel-díj
- 1926 – az Orosz Tudományos Akadémia tiszteletbeli tagja

Róla nevezték el a Rostocki Egyetem Neuroregenerációs Intézetét, egy teret a rostocki vasútállomás mellett, a Charité nagy előadótermét (Hessische Straße 4.) és utcákat Bécs-Döblingben és Heidelberg-Bahnstadtban.

## Családja és személyisége

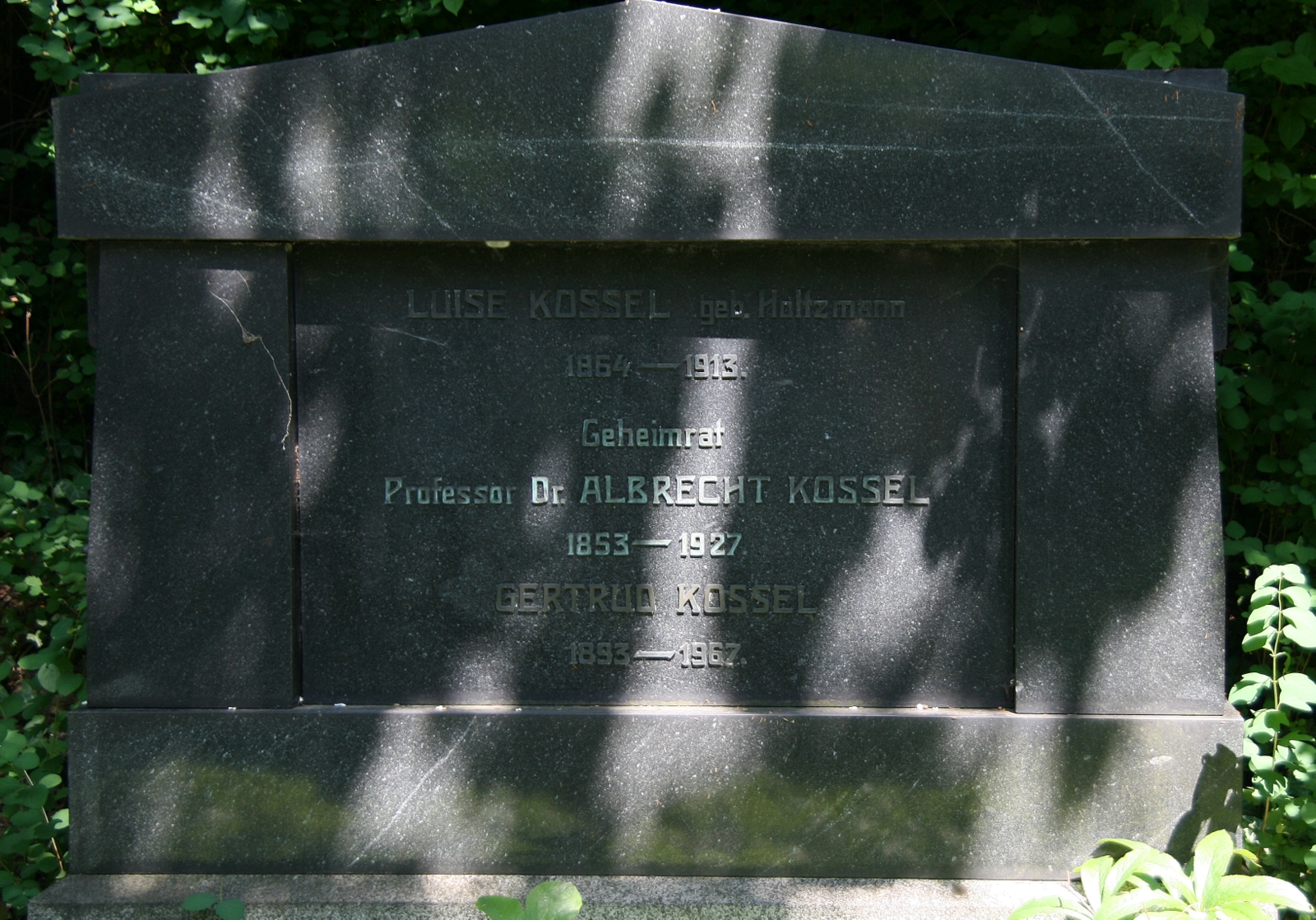
Albrecht Kossel és családjának síremléke Heidelbergben

Kossel 1886-ban feleségül vette Louise Holtzmannt, aki Adolf Holtzmann, a Heidelbergi Egyetem neves filológiaprofesszorának volt a lánya. Három gyerekük született: Walther (1888-1956, fizikus), Gertrude és egy nagyon fiatalon meghalt kislány. Egyik diákja Kosselt magas (178 cm volt), egyszerű, barátságos, szerény, kedves embernek írta le. 
1913-ban a felesége meghalt hasnyálmirigy-gyulladásban, amitől Kossel depresszióba esett, amit az első világháború tovább rontott. Nem politizált (ellentétben környezetével és nacionalista feleségével) és úgy vélte, hogy a háború tönkreteszi a német és külföldi tudományos élet kapcsolatait és hazája izolálódik. Bár felkérték, nem írta alá a Kilencvenhármak Manifesztumát, amiben a neves német tudósok és művészek tagadták, hogy a német hadsereg jogtalanul támadt volna Belgiumra, valamint felelősségét a belga lakosság elleni terrorcselekményekben.
Albrecht Kossel 1927. július 5-én ismétlődő angina pectoris rohamok után halt meg Heidelbergben, 73 éves korában.